# Achefer
Cet article court présente un sujet plus développé dans : Semien Achefer et Debub Achefer.
Achefer est un ancien woreda du nord de l'Éthiopie situé dans la zone Mirab Godjam de la région Amhara.
Le district historique d'Achefer est  mentionné pour la première fois au XVIe siècle.
Avant 2007, le centre administratif était Yismala[réf. souhaitée] dans la partie centrale de l'ancien woreda. En 2007, sa plus grande ville est cependant Durbete au sud du woreda.
Achefer est subdivisé en 2007 entre Semien Achefer et Debub Achefer.